# 巴当 (奥德省)
巴当（法語：Badens）是法国奥德省的一个市镇，属于卡尔卡松区（Carcassonne）卡庞迪县（Capendu）。该市镇2009年时的人口为785人。

## 人口
巴当人口变化图示
| 数据来源：INSEE |